# Kevin O'Connell (football américain, 1985)
Pour les articles homonymes, voir O'Donnell.
(en) Statistiques sur pro-football-reference
Kevin O'Connell, né le 25 mai 1985 à Knoxville dans l'État du Tennessee est un entraîneur principal de football américain, dirigeant depuis la saison 2022, la franchise NFL des Vikings du Minnesota.
Auparavant, il a joué au poste de quarterback pour les franchises NFL des Patriots de la Nouvelle-Angleterre (2008) et des Jets de New York (2009-2010). Il occupe ensuite divers postes d'entraîneur dans la NFL pour les Browns de Cleveland (2015), les 49ers de San Francisco (2016), les Redskins de Washington (2017) et les Rams de Los Angeles (2020-2021).

## Carrière

### Joueur universitaire
Kevin O'Connell joue au football américain universitaire en Californie pour les Aztecs de l'Université d'État de San Diego au sein de la NCAA Division I FBS (2003-2007).

### Joueur professionnel
Kevin O'Connell est sélectionné en 94e choix global lors du 3e tour de la draft 2008 de la NFL par la franchise des Patriots de la Nouvelle-Angleterre. Kevin ne joue que très peu avec les Patriots ne participant qu'à deux matchs pour un bilan de 4 passes réussies sur 6 tentées pour un gain total de 23 yards. Il signe avec les Jets de New York en 2009 où il ne prend part à aucun match et prend sa retraite en tant que joueur.

### Entraineur
En 2015, il commence une carrière d'entraineur et signe avec les Browns de Cleveland pour le poste d'entraîneur des quarterbacks. 
En 2016, il devient assistant offensif des 49ers de San Francisco puis rejoint les Redskins de Washington où il occupe le poste d'entraîneur des quarterbacks tout en étant coordinateur du jeu de passe (2017)Il occupe ensuite le porte de coordinateur offensif des Rams de Los Angeles (2020-2021) avant d'être désigné entraîneur principal des Vikings du Minnesota dès la saison 2022.

## Statistiques
| Nb                   | G      | P  | N  | % victoires | Classement | G    | P            | % victoires | Résultat |   |                                                             |
| Vikings du Minnesota | 2022   | 17 | 13 | 04          | 0          | 76,5 | 1er NFC Nord | 0           | 1        | 0 | Défaite contre les Giants de New York en tour de wild card  |
| Vikings du Minnesota | 2023   | 17 | 07 | 10          | 0          | 41,2 | 3e NFC Nord  | —           | —        | — | —                                                           |
| Vikings du Minnesota | 2024   | 17 | 14 | 3           | 0          | 82,4 | 2e NFC Nord  | 0           | 1        | 0 | Défaite contre les Rams de Los Angeles en tour de wild card |
| Totaux               | Totaux | 51 | 34 | 17          | 0          | 66,7 | —            | 0           | 2        | 0 | 2 défaites en tour de wild card                             |